# 885 a.C.
L'885 a.C. (DCCCLXXXV a.C. in numeri romani) è un anno  del IX secolo a.C.

## Eventi
- Cina: Yi è sovrano della dinastia Zhou occidentale.